# Fountain City (Wisconsin)
Fountain City – miasto w Stanach Zjednoczonych, w stanie Wisconsin, w hrabstwie Buffalo.

## Images

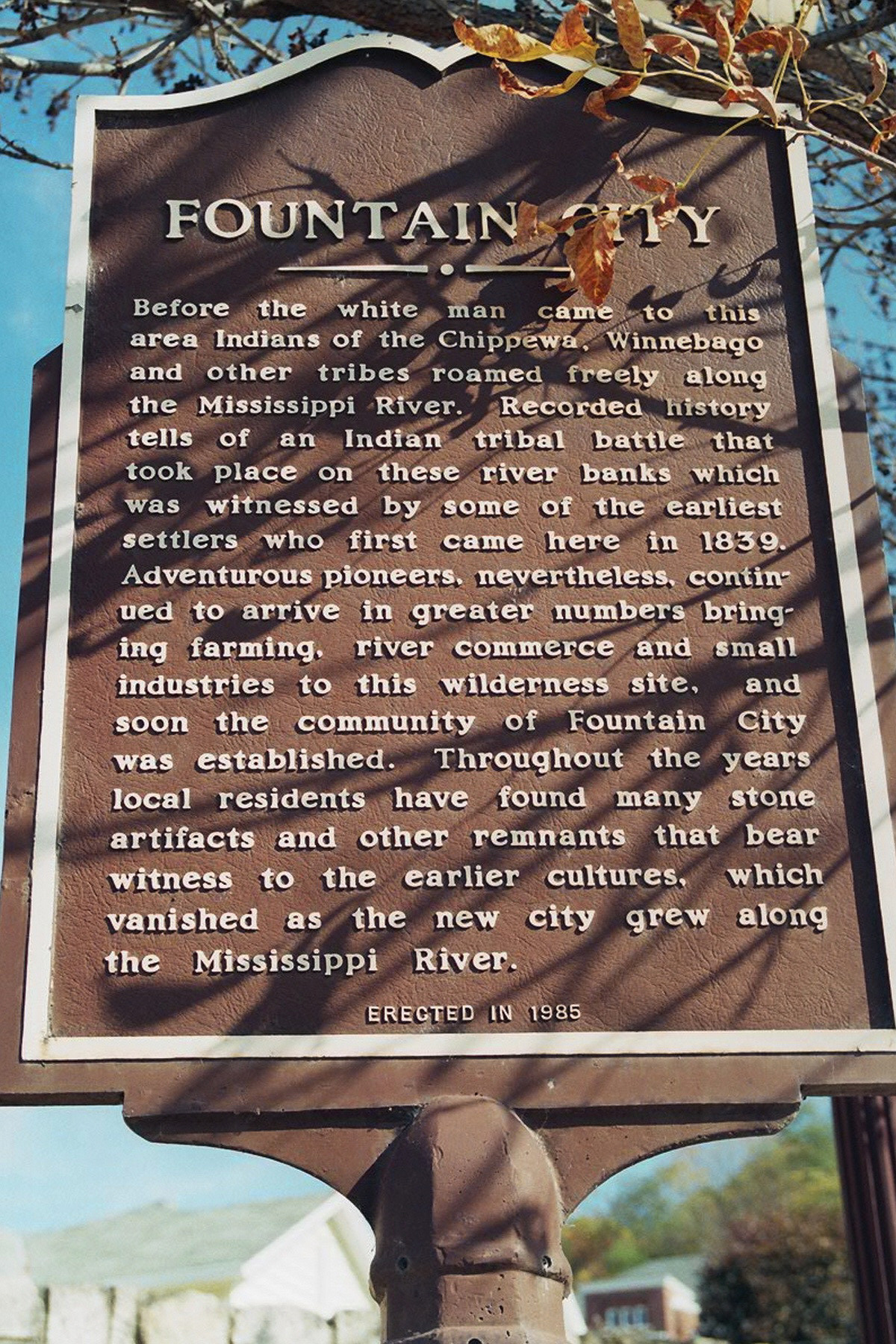
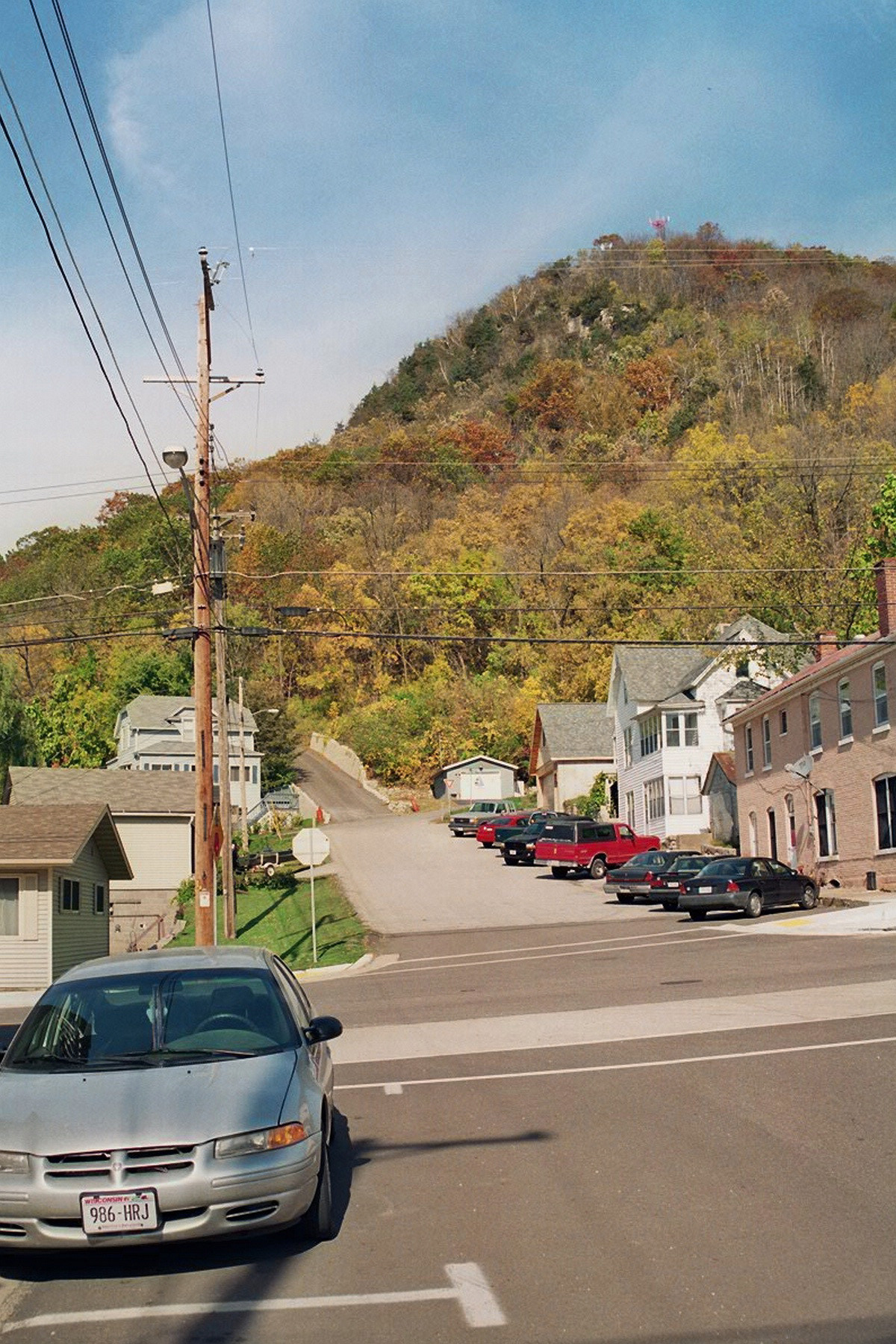
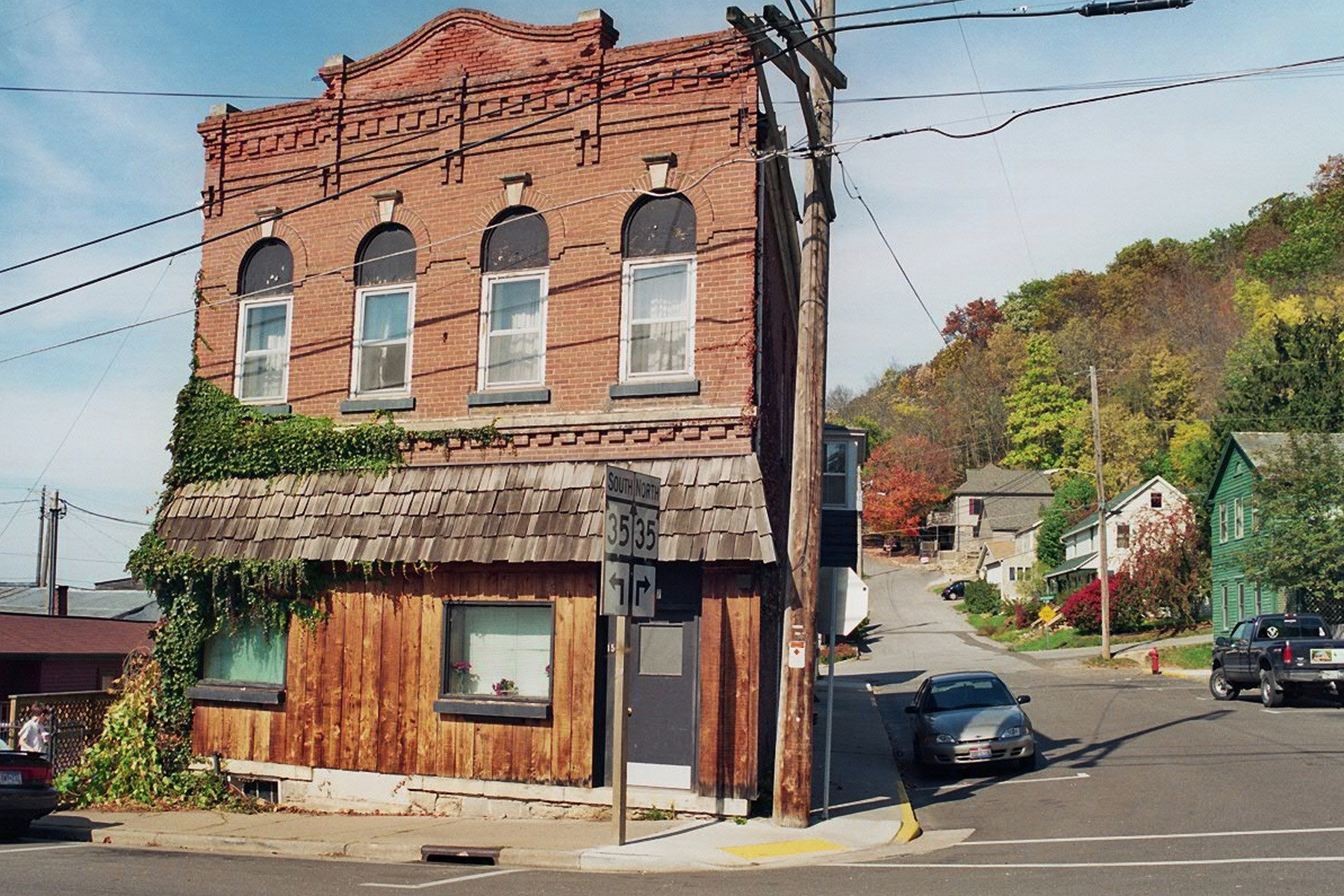
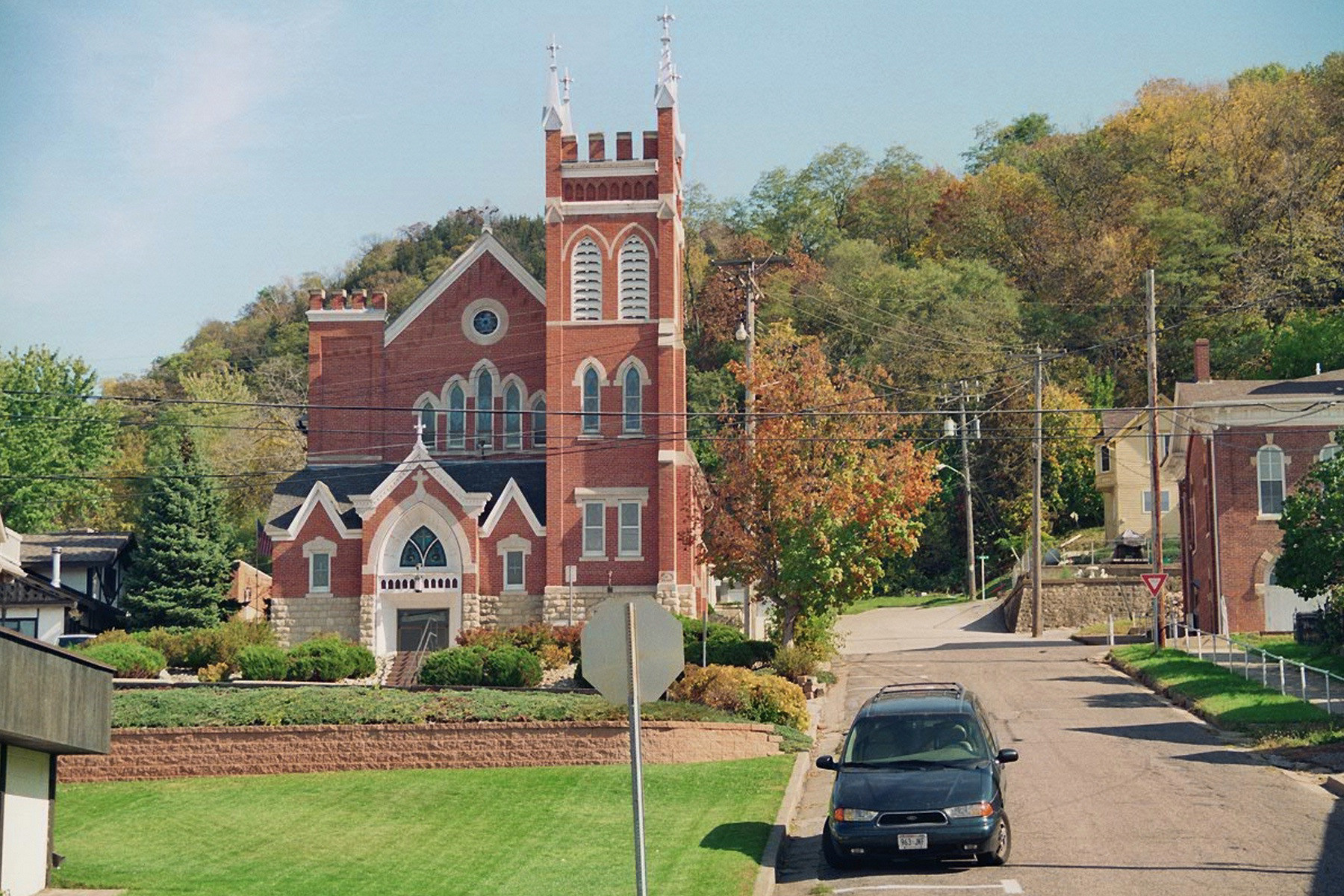
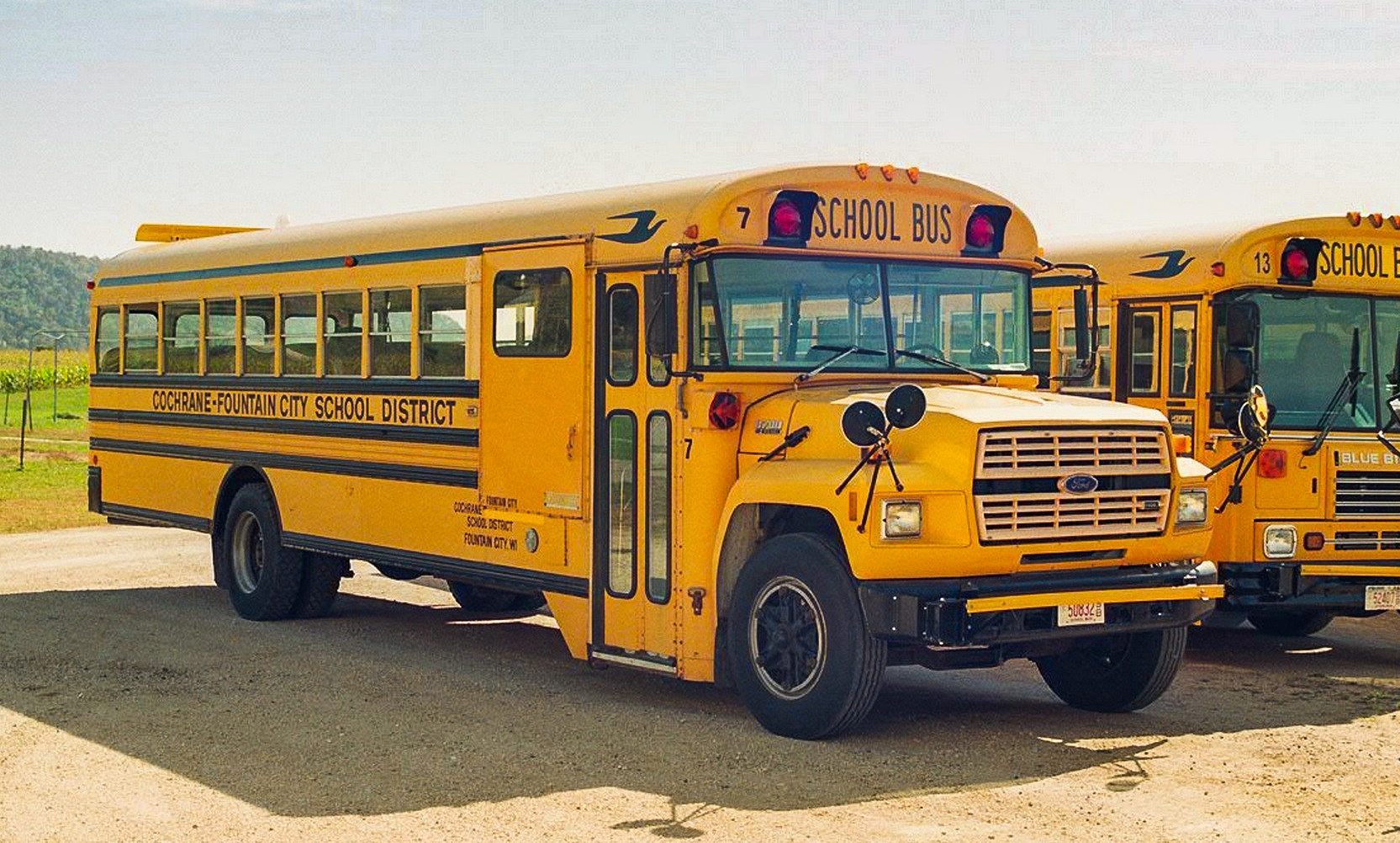